# Sainte-Gemme (Tarn)
 Sainte-Gemme  es una población y comuna francesa, ubicada en la región de Mediodía-Pirineos, departamento de Tarn, en el distrito de Albi y cantón de Pampelonne.

## Demografía
| 870 | 804 | 816 | 751 | 772 | 709 |
| Para los censos de 1962 a 1999 la población legal corresponde a la población sin duplicidades (Fuente: INSEE [Consultar]) |     |     |     |     |     |